# Zahajovací ceremoniál XXIX. letní olympiády

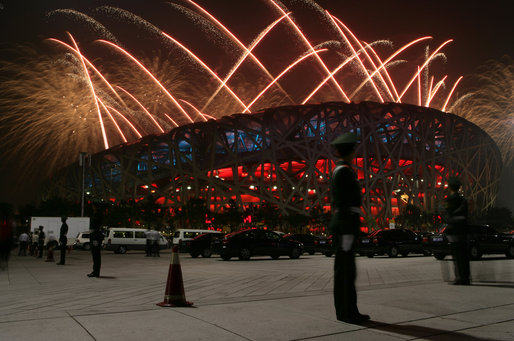
"Ptačí hnízdo" při zahajovacím ceremoniálu

Zahajovací ceremoniál XXIX. letní olympiády proběhl 8. srpna 2008 na Pekingském národním stadionu (tzv. "Ptačí hnízdo"), zahájen byl ve 20.00 místního času, tj. od 14 hodin středoevropského času.

## Komentování přenosu
Jako již tradičně celé zahájení vysílala Česká televize. Před samotným začátkem přenosu moderátor Robert Záruba představil olympijská sportoviště a telefonicky se spojil s vlajkonoškou české výpravy, Štěpánkou Hilgertovou. Ceremoniál komentovali Michal Dusík a Vladimír Drbohlav.

## Průběh ceremoniálu

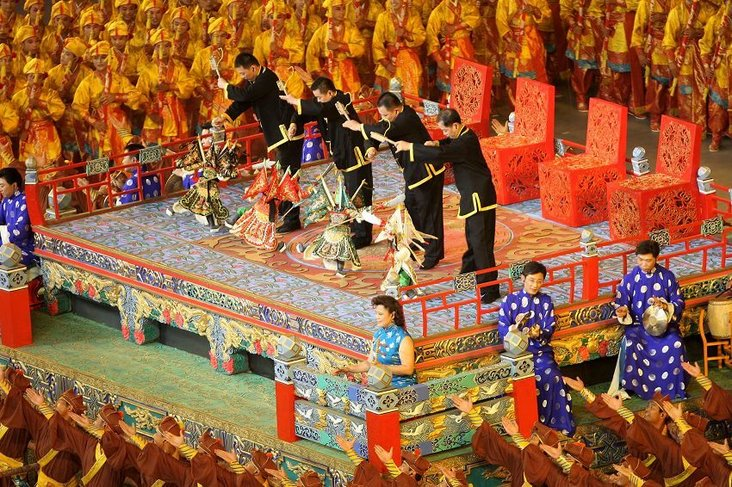
Záběr ze zahajovacího ceremoniálu

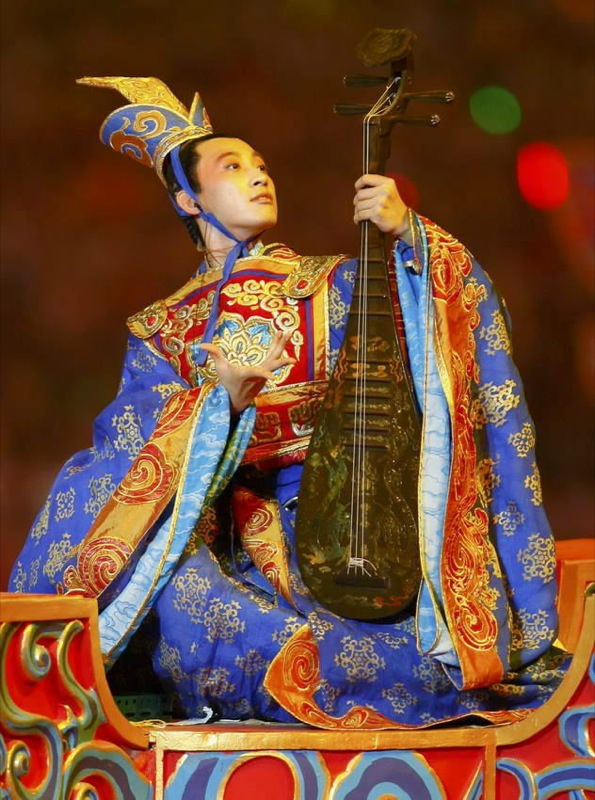
Záběr ze zahajovacího ceremoniálu

Slavnostní ceremoniál započal v 13:45 středoevropského letního času, hlavní část pak ve 14.00. Čínští organizátoři pomocí ohňostrojů, světel, tanečníků, choreografů a dalších lidí v první hodině programu představili čínskou historii, především pak vynálezy, ke kterým neodmyslitelně patří papír, kompas, knihtisk, kaligrafický a bambusový svitek, dále pak nemohlo chybět zobrazení umění Tai-chi a také představení historických hudebních nástrojů či tanců. Podle informací komentátorů ČT přímý přenos ceremoniálu sledovaly přes 4 miliardy lidí. Mezi hosty přímo na stadionu nesměly chybět důležité osobnosti olympijského i politického života. Přítomni byli Jacques Rogge, Juan Antonio Samaranch, Chu Ťin-tchao, Vladimir Putin, Nicolas Sarkozy, George W. Bush, Ivan Gašparovič, Traian Băsescu, kníže Albert II., Henry Kissinger nebo i běloruský autoritativní vůdce Alexandr Lukašenko. Z českých politiků nebyl nikdo přítomen.
Slavnost byla doprovázena nahrávanou i živou hudbou, o kterou se staral Čínský lidový orchestr řízený Ju-haiem. Využity byly i citáty či pozdravy z knih čínského myslitele Konfucia. Organizátoři samozřejmě nemohli zapomenout ani na předchozí Olympijské hry, které připomněli 29 ohňostrojovými sloupy. Na ceremoniálu vystoupily i známé či méně známé osobnosti čínské i světové hudby, ke kterým patří pianista Lang Lang a jeho 5letá kolegyně Lu Mu-si, pěvci Liu Huan a Sarah Brightmanová, kteří zazpívali píseň You and Me, s výpravou Číny přišel i 9letý chlapec Lin Hao, který přežil sesuv své školy při nedávném zemětřesení v Číně, pomohl dvěma svým spolužákům a vrátil se do trosek školy, aby pomohl třetímu. Nezapomnělo se ani na to, že olympijské hry nerozlišují etnické skupiny, proto vlajku podle informací pořadatele přinesly děti všech 56 etnických skupin žijících v Číně, včetně té Tibetské. Později však agentura Reuters přinesla správu, že tomu tak nebylo. Na zahájení se podílelo přes 14 tisíc osob, diváci mohli vidět i slavné sloupy Císařského paláce, dále pak i tváře tisíců dětí z celého světa, jejichž fotografie zaslali zájemci na oficiální stránky her. Myslelo se i na budoucnost, když byl znázorněn úmysl Číny obsadit měsíc. Po 60 minutách se postupně na ploše objevily všechny sportovní výpravy. Na poslední chvíli se odhlásila výprava Bruneje.
V 17 hodin a 20 minut skončilo defilé sportovců a rozhrnul se červený koberec ve společnosti hostesek. Sportovci při chůzi středem stadionu šlapali do barevných prášků a pomocí barvy vytvořili na předem připraveném svitku duhu z červené, zelené, modré a žluté barvy a doplnili tak obraz hor, řeky a usmívajícího se slunce, který již před nimi při ceremoniálu vytvořili umělci pomocí jiných barev. Před půl šestou večerní pak přicházejí předseda MOV Jacques Rogge a činovník MOV Liu Shi, aby pronesli projevy, po nich prezident Číny Chu Ťin-tchao prohlásil hry za zahájené. Nemohly chybět ani obvyklé akty Olympijského zahájení, jako vztyčení olympijské vlajky za pomoci čínských sportovních celebrit a čínské armády, dále pak znázornění holubice míru a také sliby sportovců a rozhodčích, které pronesli stolní tenistka Zhang Yining a gymnastický rozhodčí Huang Liping. Pár minut před 18. hodinou na stadion přibíhá střelec Sü Hai-feng s olympijskou pochodní a předává ji dalším sportovcům – skokance do vody Gao-Min, gymnastovi Li Sheo-shuangovi, vzpěrači Zhang Zhuangovi, badmintonistovi Chuang Zhunovi, taekwondistovi Cheng Zhongovi a volejbalistce Sun Jing-fang. Jako poslední pochodeň obdržel legendární gymnasta Li Ning, aby se s ní mohl vznést ke střeše stadionu, po které se symbolicky proběhl, a aby mohl pomocí železné konstrukce zažehnout olympijský oheň.

### Pořadí výprav
Je tradicí, že jednotlivé výpravy jdou po sobě podle abecedy, která je v dané zemi nejpoužívanější. Vzhledem k tomu, že čínština je zapisována pomocí znaků, byly výpravy seřazeny podle metody, na základě které jsou řazena i slova v čínských slovnících, tedy podle prvních tahů prvních znaků jmen daných zemí. Pořadí tedy neodpovídalo žádné z běžných evropských abeced. První, jak je zvykem, nastupovala země zakládající Olympijské hry, tedy Řecko, výpravy uzavřela Čína jakožto pořadatelská země. Výpravy šly po sobě v tomto pořadí:

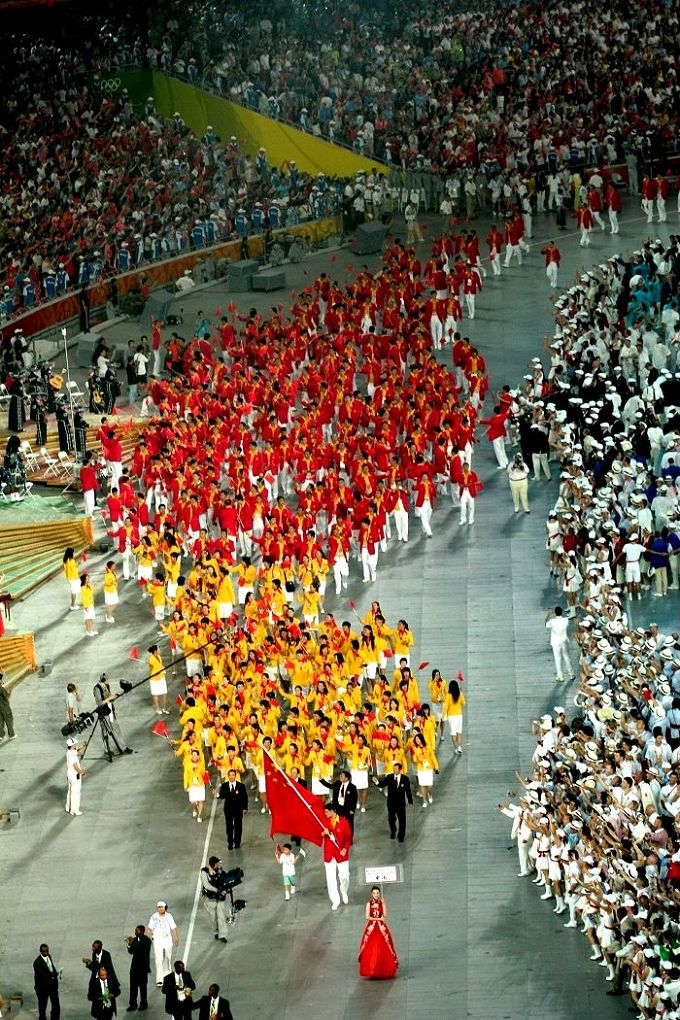
Nástup čínských sportovců na plochu stadionu

- Řecko, Guinea, Guinea-Bissau, Turecko, Turkmenistán, Jemen, Maledivy, Malta, Madagaskar, Malajsie, Mali, Malawi, Makedonie, Marhsallovy o., Kajmanské o., Bhútán, Ekvádor, Eritrea, Jamajka, Belgie, Vanuatu, Izrael, Japonsko, Tchaj-wan, Středoafrická republika, Hongkong, Gambie, Benin, Mauricius, Mauritánie, Dánsko, Uganda, Ukrajina, Uruguay, Uzbekistán, Barbados, Papua Nová Guinea, Brazílie, Paraguay, Bahrajn, Bahamy, Panama, Pákistán, Palestina, Kuba, Burkina Faso, Burundi, Východní Timor, Katar, Rwanda, Lucembursko, Čad, Bělorusko, Indie, Indonésie, Litva, Niger, Nigérie, Nikaragua, Nepál, Ghana, Kanada, Gabon, San Marino, Svatý Vincent a Grenadiny, Svatá Lucie, Svatý Tomáš a Princův o., Svatý Kryštof a Nevis, Guyana, Džibutsko, Kyrgyzstán, Laos, Arménie, Španělsko, Bermudy, Lichtenštejnsko, Kongo, DR Kongo, Irák, Írán, Guatemala, Maďarsko, Dominikánská republika, Dominika, Togo, Island, Guam, Angola, Antigua a Barbuda, Andorra, Tonga, Jordánsko, Rovníková Guinea, Finsko, Chorvatsko, Súdán, Surinam, Libye, Libérie, Belize, Kapverdy, Cookovy o., Saúdská Arábie, Alžírsko, Albánie, Spojené arabské emiráty, Argentina, Omán, Aruba, Afghánistán, Ázerbájdžán, Namibie, Tanzanie, Lotyšsko, Velká Británie, Britské Panenské o., Keňa, Rumunsko, Palau, Tuvalu, Venezuela, Šalomounovy o., Francie, Polsko, Portoriko, Bosna a Hercegovina, Bangladéš, Bolívie, Norsko, Jihoafrická republika, Kambodža, Kazachstán, Kuvajt, Pobřeží slonoviny, Komory, Bulharsko, Rusko, Sýrie, USA, Americké Panenské o., Americká Samoa, Honduras, Zimbabwe, Tunisko, Thajsko, Egypt, Etiopie, Lesotho, Mosambik, Nizozemsko, Nizozemské Antily, Grenada, Gruzie, Somálsko, Kolumbie, Kostarika, Trinidad a Tobago, Peru, Irsko, Estonsko, Haiti, Česko, Kiribati, Filipíny, Salvador, Samoa, Mikronésie, Tádžikistán, Vietnam, Botswana, Srí Lanka, Svazijsko, Slovinsko, Slovensko, Portugalsko, Jižní Korea, Fidži, Kamerun, Černá Hora, Severní Korea, Chile, Rakousko, Myanmar, Švýcarsko, Švédsko, Nauru, Mongolsko, Singapur, Nový Zéland, Itálie, Senegal, Srbsko, Seychely, Sierra Leone, Kypr, Mexiko, Libanon, Německo, Moldávie, Monako, Maroko, Austrálie, Zambie, Čína

## Potíže
Některé hlavy států bojkotují jak Olympiádu, tak zahajovací ceremoniál jako takový, vzhledem k utiskování občanů Tibetu.
Několik dnů před samotným úvodem navíc korejská televize SBS uveřejnila záznamy z přísně utajované zkoušky zahajovacího ceremoniálu.
Zahajovací ceremoniál se stal také zdrojem některých pozdějších kontroverzí, protože se ukázalo, že některé ze záběrů ohňostroje byly předtočené, a že při zahájení devítiletá dívka Lin Miao-kche zpívala na playback, nazpívaný stejně starou Jang Pchej-i. Tu samotnou organizátoři nenechali zpívat jako příliš ošklivou.